# Союз Т-6
Союз Т-6 е съветски пилотиран космически кораб, който извежда в Космоса първата посетителска експедиция на орбиталната станция Салют-7.

## Екипажи

#### Основен
- Владимир Джанибеков (3) – командир
- Александър Иванченков (2) – бординженер
- Жан-Лу Кретиен (1) – космонавт-изследовател

#### Дублиращ
- Леонид Кизим – командир
- Владимир Соловьов – бординженер
- Патрик Бодри – космонавт-изследовател

## Параметри на мисията
- Маса: 6850 кг
- Перигей: 189 km
- Апогей: 233 km
- Наклон на орбитата: 51,7°
- Период: 88,7 мин

## Програма
Първа посетителска експедиция към станцията Салют-7, първи полет на гражданин на Франция.
Скачването на кораба става в ръчен режим поради отказ на автоматичната система. По време на полета са извършени много научни експерименти: „Гривна“ – изследвания на кръвоносната система, „Поза“ – изследвания на мускулната система, „Ехография“ – на сърдечно-съдовата система с помощта на доплерограф, изследвания на зрителната система, на вестибуларния апарат и други.
Съвместната работа на петимата космонавти продължава около 7 денонощия.
Капсулата на спускаемия апарат на „Союз Т-6“ е изложена в Музея на авиацията и космонавтиката на летище Бурже.
- Спускаемата капсула на „Союз Т-6“